# Titus Flavius Sulpicianus Dorion
 (mai 2016).
Titus Flavius Sulpicianus Dorion (fl. 161-165) était un homme politique de l'Empire romain.

## Biographie
Fils de Titus Flavius Sulpicianus Dorion et petit-fils paternel d'un Titus Flavius et de sa femme une Sulpicia, fille d'un Sulpicius.
Il fut archonte panhellénique en 161 et en 165.
Il s'est marié avec Claudia. Ils furent les parents de Titus Flavius Claudius Sulpicianus.